# Mabel's New Job
Mabel's New Job er en amerikansk stumfilm fra 1914 af George Nichols.

## Medvirkende
- Mabel Normand
- Chester Conklin
- Charley Chase
- Dave Anderson
- Cecile Arnold